# Jewgienij Baranow
Jewgienij Aleksandrowicz Baranow (ros. Евгений Александрович Баранов; ur. 30 czerwca 1995) – rosyjski siatkarz, grający na pozycji libero.

## Sukcesy klubowe
Puchar Rosji:
- 2020

Puchar CEV:
- 2021

Mistrzostwo Rosji:
- 2021

Superpuchar Rosji:
- 2021